# Saint-Pierre-le-Vieux (Vendeia)
Saint-Pierre-le-Vieux é uma comuna francesa na região administrativa da Pays de la Loire, no departamento de Vendéia. Estende-se por uma área de 23,19 km². Em 2010 a comuna tinha 972 habitantes (densidade: 41,9 hab./km²).